# Yuri!!! on Ice
Yuri!!! on Ice (яп. ユーリ!!! on Ice, Юрі он Айсу, букв. «Юрі на льоду») — аніме-серіал про фігурне катання студії MAPPA. Режисер — Сайо Ямамото, сценарист — Міцурі Кубо, дизайном персонажів займався Тадаші Хірамацу, музика Таро Умебаяші і Таку Мацушіба, хореографія фігурного катання Кенджі Міямото. Прем'єра відбулася 6 жовтня 2016 року.

## Сюжет
Історія оповідає про Кацукі Юрі, на чиї плечі покладено надії всієї Японії, але у фіналі Гран-прі з фігурного катання він зазнає нищівної поразки. Хлопець повертається додому на Кюшю, де не був уже 5 років, і його опановують змішані почуття. Юрі не може вирішити: покинути фігурне катання або все ж продовжити займатися спортом. Розмірковуючи про це, він ховається від усіх в Кацукі-Онсен, яким завідує його сім'я, і допомагає там з роботою. Але згодом, зовсім несподівано, на порозі його будинку з'являється всесвітньо відомий фігурист Віктор Нікіфоров, який вирішив стати тренером Юрі після перегляду запису його виступу із короткою програмою Віктора з останнього чемпіонату. Разом з Віктором Юрі прагне виграти серію Гран-прі, змагаючись зі своїм суперником, Юрієм Плісецьким, 15-річною висхідною зіркою з Росії.

## Персонажі

### Головні персонажі
- Юрі Кацукі (яп. 勝生勇利, Кацукі Ю:рі) — боягуз за натурою і легко набирає вагу, при цьому великий любитель свинини. Головні його сильні сторони як фігуриста — почуття ритму і унікальний крок. Він не в змозі витримувати психологічний тиск, тому в найкритичніші миті завжди примудряється звести усі старання нанівець. Зараз у його кар'єрі настав переломний момент, і все залежить від його успіхів в останньому спортивному сезоні. Країна: Японія; Вік: 23 роки.
- Віктор Нікіфоров (яп. ヴィクトル·ニキフォロフ, Вікутору Нікіфорофу) — жива легенда спорту, розпещений увагою глядачів, популярний як серед жінок, так і серед чоловіків, володар харизми рок-зірки. П'ять разів поспіль ставав чемпіоном світу. Юрі з самого дитинства вважав Віктора своїм кумиром. А тепер, з незрозумілих причин, і Віктора зацікавила скромна персона Юрі. Країна: Росія; Вік: 27 років.
- Юрій Плісецький (яп. ユーリ·プリセツキー, Ю:рі Пурісецукі:) — російський фігурист нового покоління. Виграв три молодіжні чемпіонати світу поспіль. Завдяки янгольській зовнішності отримав прізвисько «Російська фея» (англ. Russian Fairy), але як щойно він сходить з льоду, стає грубим і вульгарним. Амбіційний юнак, який ні краплі не сумнівається в тому, що зможе стати найкращим у світі. Країна: Росія; Вік: 15 років.

### Родина Кацукі
- Тошія Кацукі (яп. 勝生利也, Кацукі Тошія) — батько Юрі і Марі, власник Ю-топіі — гарячих джерел, на яких працює вся родина.
- Хіроко Кацукі (яп. 勝生寛子, Кацукі Хіроко) — мати Юри і Марі, дружина Тосіі. Дуже добра і гостинна жінка, допомагає керувати Ю-топією.
- Марі Кацукі (яп. 勝生真利, Кацукі Марі) — старша сестра Юрі, допомагає з роботою в Ю-топіі. Під час візиту Юрія Плісецького в Японію, щоб розрізняти Юрія зі своїм братом, дала йому прізвисько «Юріо» через схожість з одним з членів бой-бенду, фанаткою якого вона є.

### Родина Нішіґорі
- Такеші Нішіґорі (яп. 西郡豪, Нішіґо:рі Такеші) — найкращий друг дитинства і колишній партнер по тренуваннях Юрі. Одружений з Юко, ще однією подругою дитинства, і є батьком дочок-трійнят. Він допомагає дружині з роботою на місцевій ковзанці, «Крижаному палаці Хасецу», де троє друзів ще дітьми вчилися кататися на ковзанах.
- Юко Нішіґорі (яп. 西郡優子, Нішіґо:рі Ю:ко) — подруга дитинства і колишня партнерка по тренуваннях Юрі. Завжди була добра до нього і заохочувала його за успіхи на льоду. Вона одружена з іншим другом дитинства, Такеші, і є матір'ю дочок-трійнят. Юко — та, хто показала Юрі виступ Віктора. З раннього віку вони обоє сильно захоплювалися ним, регулярно копіюючи його програми під час тренувань.
- Аксель Нішіґорі (яп. 西郡空挧流, Нішіґо:рі Акусеру), Лутц Нішіґорі (яп. 西郡流譜, Нішіґо:рі Руццу) і Луп Нішіґорі (яп. 西郡流麗, Нішіґо:рі Ру:пу) — дочки-трійнята Такеші і Юко, названі на честь видів стрибків (Аксель, Лутц і Луп). Люблять фігурне катання і є фанатками Юрі. Вони також відповідальні за таємний запис його виступу, коли той виконував коротку програму Віктора, і розміщення її в інтернеті без дозволу.

### Фігуристи з різних країн
- Отабек Алтин (яп. オタベック·アルティン, Отабекку Арутін) — не любить висловлювати свої емоції, завзятий, тихий і скромний, проте його стиль ковзання дуже красномовний і виразний. У чемпіонаті світу минулого сезону дебютував в категорії сеніорів і здобув бронзу. У Казахстані Дуже відомий і вважається національним героєм. Країна: Казахстан; Вік: 18 років.
- Ці Ґуанхон (яп. ジ·グァンホン, Джі Ґуанхон) — мріє стати знаменитістю Голлівуду. Його поїздка в Канаду для тренувань на все літо закінчилася тим, що він накупив купу західного одягу. Захоплюється Пхічітом, через нього став вести блоги в соцмережах і викладати селфі. Скромний, хоч і приховує свої почуття, та його примхливий характер часто спливає на поверхню. Країна: Китай; Вік: 17 років.
- Крістоф Джакометті (яп. クリストフ·ジャコメッティ, Курісутофу Джякомеччі) — спортсмен, з яким Юрі змагався ще з юніорських часів. Він не менш популярний за Віктора і має з ним товарсько-змагальницькі стосунки. У тому сезоні, коли Віктор не брав участі в змаганнях, Крістоф розгубив всю мотивацію. Країна: Швейцарія; Вік: 25 років.
- Пхічіт Чуланон (яп. ピチット·チュラノン, Пічітто Чюранон) — колишній сусід по кімнаті і тренувальному майданчику Юрі, коли той займався в Детройті. Зараз Пхічіт тренується в Бангкоку. У минулому сезоні посів 3-тє місце в Чемпіонаті Чотирьох континентів. З головою занурений в соцмережі, любить робити селфі. Країна: Таїланд; Вік: 20 років.
- Мікеле Кріспіно (яп. ミケーレ·クリスピーノ, Міке:ре Курісупі:но) — дуже поміркований, на відміну від стереотипного образу італійських чоловіків. У вільний час приходить підтримати свою сестру-близнючку Сару, яка також займається одиночним фігурним катанням. У нього комплекс старшої сестри, і всі хлопці, які сміють наблизитися до неї, завдяки Мікеле, отримують на горіхи. Країна: Італія; Вік: 22 року.
- Мінамі Кенджіро (яп. 南健次郎, Кенджіро Мінамі) — нещодавно увійшов в категорію сеніорів, фігурист-одинак. Яскрасит, життєрадісний, дуже наївний і довірливий. Він з родини лікарів, старший брат поки студент в медичному університеті. На минулому Національному Кубку Японії посів перше місце, на нього покладають величезні надії. Великий шанувальник Юрі. Країна: Японія; Вік: 17 років.
- Лі Сунґиль (яп. リ·スンギル, Рі Сунґіру) — зазвичай має відчужений вираз обличчя, але щойно виходить на лід, ковзається ніби божевільний із запеклим поглядом. У цій мінливості і є його чарівність. Має популярність, бо його ковзання неймовірно красиве. Суворий до своїх фанів, серед яких переважно жінки, до яких він має велику неприязнь. Серед спортсменів відрізняється своєю далекістю від моди. Єдине, що його хвилює, це — фігурне катання. Країна: Корея; Вік: 20 років.
- Еміль Неколя (яп. エミル·ネコラ, Еміру Некора) — джентльмен з нехитрим і добродушним характером. У нього динамічний стиль ковзання. У вільний від змагань час, захоплюється екстремальними видами спорту, що змушує його тренера жахливо непокоїтися. Має близькі дружні стосунки з Мікелем. Країна: Чехія; Вік: 18 років.
- Ґеорґій Поповіч (яп. ギオルギー·ポポーヴィッチ, Ґіоруґі: Попоуіччі:) — товариш Віктора, Юрія і Міли по тренувальному майданчику, у них один тренер — Яков. З усіх учнів Якова він єдиний, хто ніколи йому не перечить. Дуже впевнений у своїй артистичності. У сезон, коли не було Віктора, нарешті зміг вийти під промені сонця (мабуть, з тіні Віктора). Країна: Росія; Вік: 25 років.
- Лео де ла Іґлесіа (яп. レオ·デ·ラ·イグレシア, Рео де ра Іґурешіа) — американець мексиканського походження. Душа компанії, справжній скарб для друзів, до яких він завжди уважний. Захоплює глядачів своїми програмами, сповненими оригінальності. По-максимуму насолоджується всіма змаганнями. Країна: США; Вік: 19 років.
- Міла Бабічєва (яп. ミラ·バビチェヴァ, Міра Бабічєва) — фігуристка, яку тренує Яков Фельцман. Вона дружелюбна і любить дражнити Юрія, однак за колючими словами нерідко ховається турбота про її юного товариша по команді. Займає третє місце як одна з провідних фігуристок світу. Країна: Росія; Вік: 18 років.
- Сара Кріспіно (яп. サーラ·クリスピーノ, Са:ра Курісупі:но) — сестра-близнючка Мікеля, в рейтингу жіночого одиночного катання займає четверте місце. На відміну від свого запального брата, Сара дуже дружелюбна і видається більш зрілою.

### Інші
- Мінако (яп. ミナコ, Мінако) — викладач балету і власниця місцевої танцювальної студії в Хасецу, якій на даний момет не вистачає учнів. Вона досі допомагає Юрі з тренуванням. Колись Мінако сама була дуже відомою танцюристкою і вчителькою, яка подорожувала всім світом, щоб навчити інших людей балету.
- Хісаші Мороока (яп. 諸岡久志, Мороока Хісаші) — фанат фігурного катання і диктор на багатьох змаганнях. Мороока шанувальник Юрі, закликав його продовжувати свою кар'єру після поразки в своєму першому фіналі Гран-прі.
- Яков Фельцман (яп. ヤコフ·フェルツマン, Якофу Феруцуман) — тренер Віктора Нікіфорова, Юрія Плісецького, Ґеорґія Попова і Міли Бабічевої. Дуже суворий до своїх учнів, часто лютує через ексцентричну поведінку Віктора і зневажливе ставлення Юрія до його порад.
- Лілія Барановська (яп. リリア·バラノフスカヤ, Ріріа Баранофусукая) — сувора і вимоглива, в минулому прима-балерина Большого Театра і колишня дружина Якова Фельцмана. Після повернення Юрія в Росію Яків попросив Лілію навчати Юрія балету, щоб допомогти йому поліпшити навички і створити хореографію для довільної програми.
- Целестіно Чалдіні (яп. チェレスティーノ·チャルディーニ, Чєресуч'і:но Чяруді:ні) — американець італійського походження, тренер Пхічіта. Тренував Юрі, коли той займався в Детройті. Після програшу в своєму першому фіналі Гран-прі, Юрі розірвав з ним стосунки і повернувся додому в Японію. Коли почув, що Віктор узяв Юрі своїм учнем, Целестіно нітрохи не розсердився, а навпаки підтримав Юрі.
- Коля Плісецький (яп. コーリャ·プリセツキー, Ко:ря Пурісецукі:) — дідусь Юрія, який живе в Москві. Коли Юрій був маленьким, він водив його на фігурне катання.

## Музика
Композиторами аніме-серіалу стали Таро Умебаяші і Таку Мацушіба, а музичним продюсером Кейске Томінаґа. Альбом під назвою Oh! SkaTra!!! Yuri!!! on ICE (яп. Oh! スケトラ!!!ユーリ!!! on ICE), що включає всі оригінальні 24 пісні, які використовуються в аніме, випущений 21 грудня 2016 року. Відкриваюча композиція — « History Maker» у виконанні Дін Фуджіока, закриваюча композиція — «You Only Live Once» у виконанні Ватару Хатано.

## Критика
За словами рецензента Anime News Network, дане аніме представило глядачеві одностатевих персонажів, які відчувають романтичний і сексуальний потяг одне до одного, без перетворення цих почуттів в фетиш. У результаті, вже через п'ять епізодів аніме завоювало успіх серед шанувальників ЛҐБТ-тематики. Також, завдяки отримала позитивні відгуки анімації та історії, аніме знайшло відгук і серед звичайних людей . Як стверджує інший рецензент, впринципі можливо придумати правдоподібні аргументи на користь відсутності романтичних відносин між головними персонажами. Однак, у світлі подій сьомого епізоду, це вже буде означати навмисну спробу заперечити те, що відбувається. Триразовий чемпіон з фігурного катання Джонні Вейр зазначив, що представлення позитивного образу ЛҐБТ-тематики в даному аніме похвальне, хоча і навряд чи змінить уявлення про гомосексуальних спортсменів у головах 60-річних бізнесменів.